# Bupleurum plantagineum
Bupleurum plantagineum är en flockblommig växtart som beskrevs av René Louiche Desfontaines. Bupleurum plantagineum ingår i släktet harörter, och familjen flockblommiga växter. Inga underarter finns listade i Catalogue of Life.